# Oskar Emil Meyer
Oskar Emil Meyer (* 15. Oktober 1834 in Varel, Großherzogtum Oldenburg; † 21. April 1909 in Breslau) war ein deutscher Physiker und Hochschullehrer.

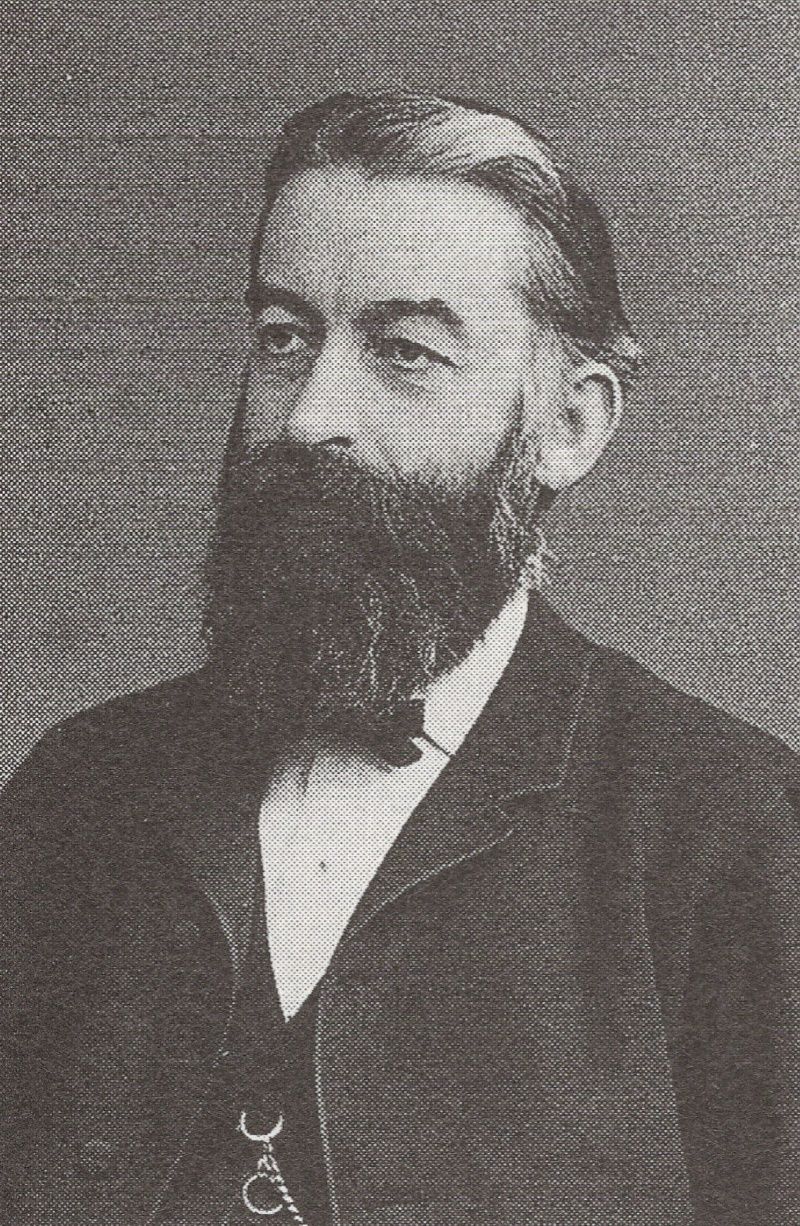
Oskar Emil Meyer

## Leben
Meyer war Sohn des Amtsarztes Friedrich August Meyer und seiner Frau Sophie geb. Biermann. Sein älterer Bruder war der Chemiker Lothar von Meyer (1830–1895). Er besuchte die Vareler Bürgerschule und das Alte Gymnasium in Oldenburg. Von 1854 bis 1856 studierte er in Heidelberg und Zürich Medizin,  wechselte dann nach Königsberg zu Physik und Mathematik und promovierte 1860 an der Albertus-Universität zum Dr. phil. Er war zwischen 1862 und 1864 habilitierter Privatdozent an der Georg-August-Universität Göttingen. 1866 wurde er ordentlicher Professor für Mathematik und Theoretische Physik an der Schlesischen Friedrich-Wilhelms-Universität Breslau. Als Direktor des dortigen Physikalischen Instituts sorgte er ab 1867 gezielt für eine der schnellen Entwicklung der Experimentalphysik angepasste Ausrichtung des physikalischen Studiums. Für das akademische Jahr 1894/95 wurde er zum Rektor gewählt. Er starb im 75. Lebensjahr.
Seine Söhne wurden ebenfalls bekannte Gelehrte: Herbert Meyer war Jurist, Arnold Meyer  Historiker und Erich Meyer Geologe und Schriftsteller.
Meyer arbeitete vornehmlich über die Reibung in Flüssigkeiten und Gasen, Dynamomaschinen und den Gebirgsmagnetismus in Schlesien. 1874 beschrieb er das Kelvin-Voigt-Modell für Viskoplastizität.
Sein wichtigstes Buch, Die kinetische Theorie der Gase (1877) wurde auszugsweise in vielen Physik-Lehrbüchern nachgedruckt und gilt als erste systematische Darstellung dieses physikalischen Vorgangs. Meyer beschäftigte sich nebenbei dann auch noch mit dem optischen Phänomen der anomalen Dispersion (1872). In Anerkennung seiner wissenschaftlichen Leistungen wurde er 1879 von der Bayerischen Akademie der Wissenschaften zum korrespondierenden Mitglied gewählt. 1891 wurde er zum Geheimen Regierungsrat ernannt und 1903 Ehrenmitglied der Schlesischen Gesellschaft für vaterländische Kultur.

## Werk
- Die kinetische Theorie der Gase. Breslau 1877, (2. Aufl. 1899).